# Ferien auf der Kräheninsel
Ferien auf der Kräheninsel (schwedischer Originaltitel: Vi på Saltkråkan, wörtlich: Wir auf Saltkrokan) ist eine schwedische Fernsehserie von 1964 nach einem Drehbuch der Kinderbuchautorin Astrid Lindgren, die den Stoff ebenfalls 1964 zu dem Roman Ferien auf Saltkrokan verarbeitet hat. Die deutsche Übersetzung stammt von Thyra Dohrenburg. Gedreht wurde die Serie auf den beiden schwedischen Inseln Norröra und Söderöra.

## Handlung
Der alleinerziehende Vater Melker kommt mit seinen Kindern auf die Insel Saltkrokan (schwedisch für 'die Salzkrähe'), um dort mit ihnen die Ferien zu verbringen. Doch dort angekommen müssen sie erst einmal das Haus herrichten, denn es regnet durchs Dach. Außerdem lernen die Kinder Tjorven kennen, die mit ihrer Familie und ihrem Hund Bootsmann auf der Insel lebt. Auch Stina kommt mit ihrem Großvater auf die Insel. Tjorven und Stina freunden sich insbesondere mit Melchers jüngstem Sprössling Pelle an. Gemeinsam erleben sie viele Abenteuer.

## Synchronisation
Die deutsche Synchronfassung entstand bei der Bavaria Atelier Gesellschaft, München. Alice Franz schrieb das Dialogbuch und John Pauls-Harding führte Regie.
| Rolle                     | Schauspieler        | Synchronsprecher  |
| ------------------------- | ------------------- | ----------------- |
| Melker Melkersson         | Torsten Lilliecrona | Helmo Kindermann  |
| Malin Melkersson          | Louise Edlind       | Cordula Trantow   |
| Johan Melkersson          | Björn Söderbäck     |                   |
| Niklas Melkersson         | Urban Strand        | Christina Hoeltel |
| Pelle Melkersson          | Stephen Lindholm    |                   |
| Nisse Grankvist           | Bengt Eklund        | Herbert Weicker   |
| Märta Grankvist           | Eva Stiberg         | Ursula Traun      |
| Teddy Grankvist           | Lillemor Österlund  |                   |
| Freddy Grankvist          | Bitte Ulvskog       | Eva Mattes (?)    |
| Maria 'Tjorven' Grankvist | Maria Johansson     | Eva Mattes        |
| Björn                     | Tommy Johnson       | Axel Scholtz      |
| Söderman                  | Siegfried Fischer   | Paul Friedrichs   |
| Stina                     | Kristina Jämtmark   | Christa Häussler  |
| Carlberg                  | Alf Östlund         | Erik Jelde        |
| Christer                  | Lars Göran Carlsson | Gig Malzacher     |

## Hintergrund
Die schwedische Serie Vi på Saltkråkan wurde in Deutschland als 13-teilige Serie Ferien auf der Kräheninsel ausgestrahlt. Darauf folgten in Schweden die Filme Tjorven, Båtsman och Moses (Der verwunschene Prinz); Tjorven och Skrållan (Das Trollkind); Tjorven och Mysak (Die Seeräuber) und Skrållan, Ruskprick och Knorrhane (Glückliche Heimkehr).
Für das ZDF in Deutschland wurden die Filme zu der 16-teiligen Serie Ferien auf Saltkrokan zusammengestellt. Diese wurde 1971 ausgestrahlt. Die Spielfilme wurden dafür in Folgen mit ca. 20 bis 24 Minuten Länge zusammengeschnitten. Der Spielfilm Der verwunschene Prinz (Tjorven, Båtsman och Moses) wurde zu den Serienfolgen Der verwunschene Prinz und Bootsmann soll sterben. Es folgten die Serienfolgen Malins Hochzeit und Das Trollkind, die aus dem Film Das Trollkind (Tjorven och Skrållan) zusammengestellt wurden. Der Film Die Seeräuber (Tjorven och Mysak) wurde zu den Folgen Die Seeräuber und Der Uhrendieb. Als letztes wurde der Film Glückliche Heimkehr zu den Serienfolgen Rüpel und Knurrhahn und Glückliche Heimkehr zusammengeschnitten.
In Schweden wurden die Filme 1979 auch als 12-teilige Fernsehserie Så går det till på Saltkråkan ausgestrahlt.
Im selben Jahr wurden in Deutschland auch die schwedischen Originalfilme veröffentlicht. Hierfür wurde auch die Serie Ferien auf der Kräheninsel als Spielfilm herausgebracht. Die Serie wurde von 390 Minuten auf 90 Minuten gekürzt und zum Spielfilm Ferien auf Saltkrokan.
Auf deutschsprachiger DVD wurden bis Anfang 2019 ausschließlich die 13-teilige Serie Ferien auf der Kräheninsel sowie die Spielfilme herausgebracht.

## Unterschiede zum schwedischen Original
Einige der schwedischen Lieder wurden mit deutschen Liedern ersetzt. So wurde zum Beispiel aus dem schwedischen Weihnachtslied Gläns över sjö och strand von Viktor Rydberg (Text) und Alice Tegnér (Melodie) das deutsche Weihnachtslied Alle Jahre wieder.
Auch schwedische Traditionen, wie dem Tomten (Hofwichtel) an Heiligabend einen Teller mit Haferschleim hinauszustellen, wurden für ein deutsches Publikum angepasst. Während Tjorven in der schwedischen Fassung dem Tomten einen Teller mit Haferschleim und ein Wurstbrot hinstellt, ist es in der deutschen Fassung der Weihnachtsmann, für den Tjorven das Essen bereitstellt.

## Episoden
| Staffel | Folge | Deutscher Titel          | Originaltitel           | kurze Beschreibung                 | Zusammengefasst im Spielfilm |
| ------- | ----- | ------------------------ | ----------------------- | ---------------------------------- | ---------------------------- |
| 1       | 1     | Ein Tag im Juni          | En dag i juni           | 1. Ferien im Sommer auf Saltkrokan | Ferien auf Saltkrokan        |
| 1       | 2     | Fischfangexpedition      | Ro, ro till fiskeskär   | 1. Ferien im Sommer auf Saltkrokan | Ferien auf Saltkrokan        |
| 1       | 3     | Im Nebel verirrt         | Vilse i dimman          | 1. Ferien im Sommer auf Saltkrokan | Ferien auf Saltkrokan        |
| 1       | 4     | Mittsommerfest           | Midsommar på Saltkråkan | 1. Ferien im Sommer auf Saltkrokan | Ferien auf Saltkrokan        |
| 1       | 5     | Nütze den Tag            | Denna dagen - ett liv   | 1. Ferien im Sommer auf Saltkrokan | Ferien auf Saltkrokan        |
| 1       | 6     | Die Piraten              | Sjörövarna              | 1. Ferien im Sommer auf Saltkrokan | Ferien auf Saltkrokan        |
| 1       | 7     | Ein guter Tag            | Vad händer på Kattskär? | 1. Ferien im Sommer auf Saltkrokan | Ferien auf Saltkrokan        |
| 1       | 8     | Schatztaucher            | Far ända in i baljan    | 1. Ferien im Sommer auf Saltkrokan | Ferien auf Saltkrokan        |
| 1       | 9     | Ein Tier für Pelle       | Ett litet djur åt Pelle | 1. Ferien im Sommer auf Saltkrokan | Ferien auf Saltkrokan        |
| 1       | 10    | Besuch im Winter         | Visst finns det tomtar  | 2. Ferien im Winter auf Saltkrokan | Ferien auf Saltkrokan        |
| 1       | 11    | Pelle und der Fuchs      | Räven raskar över isen  | 2. Ferien im Winter auf Saltkrokan | Ferien auf Saltkrokan        |
| 1       | 12    | Der Käufer aus der Stadt | Snickargården i fara    | 3. Ferien im Sommer auf Saltkrokan | Ferien auf Saltkrokan        |
| 1       | 13    | Das Blatt wendet sich    | Melker får napp!        | 3. Ferien im Sommer auf Saltkrokan | Ferien auf Saltkrokan        |

## Roman
In Schweden schrieb Astrid Lindgren zunächst das Drehbuch für die Fernsehserie. Erst dann wurde das Buch Ferien auf Saltkrokan herausgebracht. In Deutschland wurde das Buch noch vor Erstausstrahlung der Serie veröffentlicht. In viele Sprachen, wie zum Beispiel Englisch, wurde nur das Buch übersetzt, nicht aber die Serie, auf der das Buch basiert.
- Ferien auf Saltkrokan (Vi på Saltkråkan, 1964, deutsch 1965) behandelt die Ereignisse aus der Serie Ferien auf der Kräheninsel sowie dem Spielfilm Der verwunschene Prinz.

## Veröffentlichung
Die Erstveröffentlichung von Ferien auf der Kräheninsel erfolgte in Deutschland im öffentlich-rechtlichen Fernsehen (ARD) im Jahr 1966.
Als DVD wurde der Titel 2006 von Universum Film vermarktet. Die dreizehn Folgen wurden auf drei einzelnen DVDs herausgebracht. Die erste DVD beinhaltet Folge eins bis vier, die zweite DVD Folge fünf bis acht und die dritte DVD Folge neun bis dreizehn. 2013 gab es eine Neuauflage mit neuen Covern. Von beiden Ausgaben ist die letzte DVD mit den Folgen neun bis dreizehn inzwischen vergriffen und nur noch gebraucht erhältlich.
Außerdem wurden die Folgen innerhalb der großen Astrid-Lindgren-Sammlung von DeAgostini veröffentlicht. Die gesamte Serie wurde auf sechs verschiedenen DVDs herausgebracht. Es handelt sich dabei um die Ausgaben 19 (Folgen 1 und 2), 24 (Folgen 3 und 4), 29 (Folgen 5 und 6), 34 (Folgen 7 und 8), 39 (Folgen 9 und 10) sowie Ausgabe 41 (Folgen 11 bis 13). Hier sind alle DVDs inzwischen vergriffen.

## Spielfilm
Ferien auf der Kräheninsel wurde von Universum Film erheblich gekürzt als Spielfilm Ferien auf Saltkrokan herausgebracht. Der Spielfilm besteht nur etwa aus einem Viertel des Filmmaterials der Serie. Er wurde von 390 Minuten auf 90 Minuten gekürzt. So wird in dem Spielfilm beispielsweise kaum von den Abenteuern von Pelles Brüdern Johan und Niklas sowie Tjorvens Schwestern Teddy und Freddy berichtet. Auch viele andere Ereignisse aus der Serie wurden entweder ganz herausgelassen oder erheblich gekürzt. Der Spielfilm Ferien auf Saltkrokan ist sowohl als einzelne DVD unter dem Titel Ferien auf Saltkrokan erschienen als auch in der DVD-Box Ferien auf Saltkrokan. Spielfilm Edition zu finden. In letzterer wird er als Ferien auf Saltkrokan – Pilotfilm aufgeführt.